# FreedroidRPG
FreedroidRPG es un juego de rol de código abierto y multiplataforma, isómetrico, distribuido bajo licencia GPL v.20. Actualmente se puede jugar en las plataformas Linux, Windows y MacOS.

## Descripción
El juego está basado en Freedroid, un clon de un juego clásico, Paradroid.
La historia transcurre en un ambiente post-apocalíptico, en el que Tux, un pingüino gigante de la raza de los Linarians, debe luchar contra distintos robots que son hostiles hacia los humanos.